# La cloche a sonné
Pour plus de détails, voir Fiche technique et Distribution.
La cloche a sonné est un film français réalisé par Bruno Herbulot sorti en 2005.

## Synopsis
Stress ? Besoin de repos ? Difficultés relationnelles ? Problèmes sexuels ou de transit ? Inscrivez-vous au stage de Simon Arcos et expérimentez sa méthode unique.

## Fiche technique
- Titre : La cloche a sonné
- Réalisation : Bruno Herbulot
- Scénario : Maud Baignères, Jérôme Boivin et Adeline Lecallier
- Musique : Krishna Levy
- Photographie : Romain Winding
- Montage : Pascale Chavance
- Production : Adeline Lecallier
- Société de production : Lazennec & Associés, TF1 Films Production, Assise Productions et Canal+
- Société de distribution : TFM Distribution (France)
- Pays :  France
- Genre : comédie
- Durée : 95 minutes
- Date de sortie : France : 17 août 2005

## Distribution
- Fabrice Luchini : Simon Arcos
- François Cluzet : Jean
- Elsa Zylberstein : Léa
- Amira Casar : Vera
- Valérie Bonneton : Nathalie
- Coraly Zahonero : Yolaine
- Arno Chevrier : Antoine
- Cartouche : Hervé
- Vincent Martin : Jean-Claude